# 指名競争入札
指名競争入札（しめいきょうそうにゅうさつ）とは、競争入札の手法の一つ。（一定の条件を満たす）希望者すべてを入札に参加させる一般競争入札と異なり、特定の条件により発注者側が指名した者同士で競争に付して契約者を決める方式。各省各庁の長は参加資格を定めなければならない（予算決算及び会計令第95条）が、一般競争入札と同じ場合は、資格内容、名簿とも一般競争の物を準用できる。

## 手続きの流れ
一般競争入札と同様に、入札の方法や審査基準等について、審査会を開いて事前に決定する。通常指名競争入札と工事希望型指名競争入札においては、客観的基準に基づいて、通常指名競争入札では10者程度、工事希望型指名競争入札20者程度、指名対象業者を選定する。
公募型指名競争入札では、一般競争入札と同様に公示を実施する。工事希望型指名競争入札や通常指名競争入札では、公示は行われず、指名通知のみが行われる。
公示を見て応募する場合、または、通知を受けて参加を希望する場合は、一般競争入札と同様に、一般競争入札参加資格確認申請書類を応募書類に添えて提出する。
申請書の提出期限の後、再度審査会を開いて入札参加資格確認申請書類を審査する。公募型指名競争入札や工事希望型指名競争入札では、指名予定業者数（10者程度）を超えていた場合には、事前に定められた審査基準に基づいて序列をつけ、指名業者を予定業者数まで絞り込む。ただし、2002年より公募した条件さえ満たすのであればすべての業者を指名する方式（公募型指名競争入札など）も採用されるようになった。
これ以下の手続きは一般競争入札と同様であり、入札参加を認められた者は、入札期限までに、入札書を郵送または持参するか、電子入札の手続きを行い、契約担当官等は、開札日（通常は入札期限の翌日）に複数の職員立ち会いのもと、入札書の開札を行う。総合評価方式の場合は予定価格以内で評価値（評価点を入札金額で除した値）の最も高い入札書を、価格評価方式の場合は予定価格内最廉価格の入札書を、落札として決定する。同点の場合は、くじ引き等で落札者を決定する。

## 功罪
指名競争入札は、発注者が入札参加者の選定の段階で入札に参加できる者を指定（指名）して行う入札制度であることから、発注者は受注希望者の能力や信用などを指名の段階で判断し、これらに疑いを持つ者を入札執行前に排除することが可能であるため、受注（希望）者の地域貢献度を重視することや、入札執行後に受注者の能力不足や信用度の欠落によるトラブルを容易に防ぐことが出来るため、かつては地方公共団体を中心に入札制度の主流となってきた。
一方で近年では、指名の際の選定基準について明確なルールがないことによる発注者の恣意性を問題視する事例も少なくない。指名に漏れた業者の中には、行政の恣意的な指名要件により自らが排除され業務の受注機会を失ったとして発注者に対して裁判を起こす事例もある。また、入札の際に信用度等が重視されるが故に価格のみの競争が起こりにくくなり、参加業者が少数になるために談合が起こりやすく入札価格が高止まりしやすい、官製談合の温床となっているとの指摘もある。後述のように官製談合による公務員の逮捕は2010年代以降も後を絶たない。
このため、要件を詳細に定める代わりに希望する者を入札対象とする公募型指名競争入札や条件付き一般競争入札を導入する動きが活発となっており、指名競争入札は少額入札などの例外的扱いとなる傾向が見られる。

## 指名競争入札をめぐる刑事事件
2009年
- 6月20日 - 宮崎県えびの市長の宮崎道公と市内の造園土木会社社長が競売入札妨害の疑いで逮捕された。宮崎は、2008年6月27日に行われた「2008年度榎田橋橋梁維持工事」の指名競争入札で、同社に落札させようと計画。入札直前の6月26日頃、同社社長に工事の最低制限価格を電話で伝え、同価格に近い金額で工事を落札させた疑いがある[2]。

2011年
- 9月25日 - 山形県大石田町長の阿部孝義が受託収賄の疑いで逮捕された。阿部は、町が発注した公共工事の指名競争入札をめぐり、2007年7～8月に尾花沢市の建設会社社長から特定の業者を指名から外すよう依頼を受け、見返りに現金100万円を受け取ったとされる[3]。

2013年
- 8月28日 - 徳島県上板町長の納田伸春、前町長リコールの会の会長の梶田道男が官製談合防止法違反の疑いで逮捕された。納田は2009年5月中旬頃、上板中学校体育館の新築工事の指名競争入札をめぐり、入札前に県内の土木業者の関係者に最低制限価格3億850万円を漏らしたとされる。入札は同年5月下旬に執行され、13社が入札に参加したが、当該土木業者が最低制限価格に近い3億858万円で落札した[4][5]。

2014年
- 5月20日 - 長崎県南島原市長の藤原米幸、副市長の永門末彦ら7人が官製談合防止法違反や公契約関係競売入札妨害の疑いで逮捕された。2012年6月28日に行われたポンプ場の電気設備工事の指名競争入札で、福岡市南区の電気設備会社に最低制限価格を類推できる情報を漏らして落札させた疑いがもたれた。落札価格は9,900万円で、予定価格の93％だった[6]。6月26日、藤原は辞職した。
- 7月19日 - 福岡県川崎町長の小田幸男が官製談合防止法違反及び競売入札妨害の疑いで逮捕された。2012年9月に指名競争入札が行われた町発注の「八幡井堰水路橋改修本体工事」をめぐり、同年8月下旬ごろ、同町の土木建設会社G社の社長に、指名業者の社名などを教えるなどしたとされる。G社を含む5社が指名業者に選ばれ、G社が予定価格の93.74％にあたる2800万円で落札した[7]。

2015年
- 10月24日 - 栃木県鹿沼市の市職員が官製談合防止法違反の疑いで、電気設備会社代表が公契約関係競売入札妨害の疑いで逮捕された。2014年8月、ごみ焼却処理施設の汚泥設備整備事業の指名競争入札をめぐり、市職員は電気設備会社代表に入札に関する情報を漏らし、落札させたとされる。入札には12社が参加し、当該会社が3900万円で落札した[8]。

2016年
- 2月22日 - 北海道美瑛町の美瑛町立病院の放射線技師が官製談合防止法違反で逮捕された。2011年に行われた、放射線室で使用する「全身用MRIシステム」の指名競争入札で、放射線技師は病院が購入を決めていた機器のメーカーの社員と共謀し、意中の納入業者にだけ、予定価格を下回る卸売価格を告げて落札させた疑いがある。業者は予定価格9,648万6千円のところ、9,648万円で落札した[9]。
- 11月8日 - 札幌市の市職員が官製談合防止法違反で逮捕された。市観光文化局スポーツ部が2013年2月に発注した札幌市麻生球場の搬入ゲート取り換え工事の指名競争入札において、市職員は市内の建築金物製作会社の従業員に入札の設計金額などを漏らしたとされる[10][11]。
- 12月8日 - 島根県奥出雲町の町職員が官製談合防止法違反で逮捕された。町職員は、2016年6月に行われた町役場の仁多庁舎で使う机などの調達にかかる指名競争入札の予定価格を漏洩した疑いがある[12]。

2017年
- 2月14日 - 埼玉県蓮田市の市職員が公契約関係競売入札妨害の疑いで逮捕された。2016年7月から2017年1月にかけ、市発注の土木工事の指名競争入札3件で、同職員は業者2社が提出した見積書の金額を予定価格に設定するなどして、近接する金額で落札させた疑いがある[13]。
- 6月16日 - 沖縄県渡名喜村長の上原昇が官製談合防止法違反と公契約関係競売入札妨害の疑いで逮捕された。2016年9月下旬、上原は、村が発注した多目的施設の電気工事の指名競争入札に関する情報を電気工事会社代表に漏らしたとされる[14][15]。

2018年
- 7月9日 - 福岡県鞍手町長の徳島真次が官製談合防止法違反などの疑いで逮捕された。2015年7月、徳島は下水道事業の設計業務を巡る2つの指名競争入札で、最低制限価格などを元町議の福本博文と建設コンサルタント会社役員に漏らし、福本の会社と建設コンサルタント会社に同価格に近い金額で落札させたとされる[16]。
- 10月22日 - 東京都小平市の公立昭和病院を運営する「昭和病院企業団」事務局施設担当課長が官製談合防止法違反などの疑いで逮捕された。同年7月中旬～8月上旬、同課長は同病院の空調設備の保守・整備業務の委託を巡る指名競争入札を巡り、東京都大田区の空調工事会社の役員に予定価格の暫定価格や指名業者の情報を漏らした疑いがある。8月17日に行われた入札には4社が参加し、同社が予定価格の99.84％の約7,600万円で落札した[17]。

2019年
- 1月17日 - 富山県黒部市の市職員が官製談合防止法違反の疑いで、黒部市の土木工事会社社長らが公競売入札妨害の疑いで逮捕された。市職員は2018年8月23日に行われた市道地下に下水管を埋める工事の指名競争入札で、会社社長に入札価格を教えた疑いがある。入札の予定価格は879万4千円で、8社が応札、土木工事会社が860万円で落札した[18]。
- 9月26日 - 東京都武蔵村山市の男性職員が収賄の疑いで逮捕された。男性職員は、桜並木の管理業務の委託契約に関する指名競争入札で参加業者名や応札額を漏らすなどし、2018年6月から2019年1月にかけて3回に分けて現金計20万円を同市の造園会社社長から受け取った疑いがある[19]。
- 11月18日 - ラジオ高崎社長で高崎芸術劇場館長の菅田明則と高崎市役所課長が官製談合防止法違反などの疑いで逮捕された。同年1月頃、高崎市が発注した高崎芸術劇場の備品購入の指名競争入札に関し、市課長が入札予定価格5800万円（税抜き）を菅田に漏らし、1月24日に実施された指名競争入札で市内の電気工事会社が5680万円で落札したとされる[20][21]。

2020年
- 6月2日 - 東京都府中市の市都市整備部参事が官製談合防止法違反の疑いで、府中市議会議員の村木茂と臼井克寿が公契約関係競売入札妨害容疑で逮捕された。2019年8月、当時都市整備部長だった市参事は、東京オリンピックのロードレース会場となる「浅間町1丁目地内道路新設工事」と、多摩川沿いの公園「四谷さくら公園拡張整備工事（2期）[22]」の指名競争入札にあたり、最低制限価格（税抜）は公園拡張工事が1億1,220万4,071円、道路新設工事が5,454万8,952円であるとの情報を村木と臼井に漏らしたとされる[23]。
- 10月2日 - 茨城県石岡市の市課長が官製談合防止法違反の疑いで逮捕された。市課長は2018年10月、同市体育館の空調設備の清掃業務委託の指名競争入札にからみ、同市のビル管理会社「アンテック」役員に情報を漏らし、不正な入札を行った疑いがある。入札は7社で行われ、予定価格950万円に対し、アンテックが946万円で落札した[24]。
- 10月7日 - 新潟市の市職員が官製談合防止法違反の疑いで逮捕された。同年3月下旬、公園管理業務委託の指名競争入札に関し、同市秋葉区の造園業者に最低制限価格を漏らしたとされる。入札は8社で行われ、最低制限価格の約1,765万円で同造園業者が落札した[25]。
- 12月3日 - 沖縄県の「本部町今帰仁村清掃施設組合」の事務局長が官製談合防止法違反の疑いで逮捕された。事務局長は2019年2月から3月にかけて、一般廃棄物最終処分場・し尿処理施設運転維持管理委託業務の発注仕様書を、浦添市の「めぐみ創研」が有利に落札できるよう改定し、3月13日ごろに非公表の入札書比較価格（5,100万円）に近い価格を漏らし、同社に落札させた疑いがある。落札額は5,050万円で落札率は99％だった[26]。
- 12月24日 - 青森県西目屋村長の関和典が官製談合防止法違反の疑いで逮捕された。関は2019年8月下旬ごろ、弘前市内の4社が参加した除雪車1台の指名競争入札で、弘前市の建設機器販売会社「小山内重整備」の役員に予定価格を漏らした疑いがある。関の逮捕は2度目[27]。

2021年
- 1月13日 - 福井県若狭町の男性職員が公契約関係競売入札妨害の疑いで逮捕された。男性職員は、2019年7月12日に行われた大気汚染測定局新設工事の指名競争入札で、同町の電気設備会社社長に非公表の予定価格に近い2,335万円を教え、落札させた疑いがある[28]。
- 1月14日 - 西目屋村長の関和典が官製談合防止法違反の疑いで逮捕された。関は、2019年10月に行われた西目屋小学校の教員用のパソコンなどの購入の指名競争入札を巡って、青森市の情報機器販売会社「よつば」が落札できるよう便宜を図った疑いがある。関の逮捕は3度目[29]。
- 1月19日 - 宮崎県日南市副市長の田中利郎と、日南地区建設業協会長で小野建設社長の小野耕嗣が官製談合防止法違反などの疑いで逮捕された。田中は2020年10月9日、市役所であった曽和田線道路改良工事の指名競争入札で、小野からの依頼に基づき特定の業者を指名業者から排除したうえ、予定価格の391万2728円に近い額で別の業者に入札させ落札させた疑いがある。落札率は98.4％[30]。
- 2月8日 - 辞職した元西目屋村長の関和典が収賄などの疑いで逮捕された。同村は国の「GIGAスクール構想」を受けて、児童用タブレット端末52台などの購入を計画。2020年6月に行われた西目屋小学校の児童用タブレット端末の購入先を決める村発注の指名競争入札で、前述の「よつば」が落札できるよう有利な会社を選定するなどして落札させ、同年9月下旬ごろ、見返りに同社の役員から現金数十万円の賄賂を受け取ったとされる。関の逮捕は4度目[31]。
- 2月25日 - 福島県会津美里町長の渡部英敏が官製談合防止法違反と公契約関係競売入札妨害の疑いで逮捕された。渡部は、2020年10月に入札を予定していた高田地域町営住宅解体除去工事の指名競争入札で、入札前に予定価格と最低制限価格を建設会社代表に漏らして落札させた疑いがある[32][33]。3月8日、渡部は辞職した[34]。
- 4月7日 - 群馬県前橋市の市課長補佐と会社元代表取締役と会社代表取締役が官製談合防止法違反と公契約関係競売入札妨害の疑いで逮捕された。課長補佐は元代表取締役と共謀し、昨年7月8日の道路改良工事（同市笂井町・小島田町）に関する指名競争入札で、予定価格（1149万円）を漏らし、落札率98.3％に当たる1130万円で元代表取締役の会社に落札させた疑いがある。また、課長補佐は代表取締役と共謀し、同年11月5日の公園遊具整備工事（同市下細井町）に関する指名競争入札で、予定価格（405万円）を漏らし、落札率96.3％に当たる390万円で代表取締役の会社に落札させた疑いがある[35]。
- 7月26日 - 国土交通省北海道開発局の元・士別道路事務所長が官製談合防止法違反と公契約関係競売入札妨害の疑いで、札幌市の建設コンサル会社社長が公契約関係競売入札妨害容疑で逮捕された。元所長らは、2020年7月に行われた北海道美深町の道路補修設計業務の指名競争入札で、特定の業者を指名業者から除外するなどして、公正な入札を妨害した疑いがある。入札には10社が参加し、建設コンサル会社が予定価格の約93％にあたる1,260万円で落札した[36]。
- 8月18日 - 富山県舟橋村の村役場の会計管理者が官製談合防止法違反などの疑いで、富山市の土木会社「森崎」の役員が公契約関係競売入札妨害容疑で逮捕された。会計管理者は同村生活環境課長だった2020年10月、道路改良工事と小学校のプール整備工事の指名競争入札で、会社役員に予定価格などを教え、落札させた疑いがある[37]。「森崎」は舟橋村が創業の地で、幹部が前村長の金森勝雄の後援会役員だった。2016～2020年度には、村発注の土木工事66件のうち計44件を落札している[38]。
- 11月17日 - 山梨県富士川町長の志村学が官製談合防止法違反などの疑いで逮捕された。また、市川三郷町長の久保眞一が逮捕された官製談合防止法違反事件で2度逮捕されていた設計事務所の元経営者も再逮捕された。久保は2021年3月、翌月に控えた町立の施設の設計に関する指名競争入札で元経営者の事務所に落札させようと考え、志村が談合に応じる別の5社を選び、元経営者に教えた疑いがある[39]。
- 12月6日 - 鹿児島県いちき串木野市の市立学校給食センター所長と調理器具販売会社の社長が官製談合防止法違反などの疑いで逮捕された。所長は、2019年11月に学校給食センターが行った調理機械など合わせて5件の指名競争入札で、調理器具販売会社に入札させようと予定価格の積算根拠などを会社社長に伝えたとされる。同社は、この5件で総額7,100万円余りを受注した[40]。

2022年
- 2月13日 - 沖縄県竹富町長の西大舛高旬が官製談合防止法違反などの疑いで逮捕された。そのほか、JFEエンジニアリングの従業員3人、建設会社社長ら計5人が公契約関係競売入札妨害の疑いで逮捕された。2020年5月、西大舛はほかの5人と共謀して町発注の「竹富海底送水管更新工事」の指名競争入札について、建設会社社長を通じてJFE側に最低制限価格を漏らした疑いがある。JFEは最低制限価格に近接した約6億7300万円で落札した[41]。
- 3月7日 - 滋賀県日野町の町職員が官製談合防止法違反などの疑いで逮捕された。そのほか、水道設備メンテナンス会社の従業員が公契約関係競売入札妨害の疑いで逮捕された。2020年9月19日に行われた「東桜谷地区農業集落排水処理施設」の改修工事を行う指名競争入札で、町職員は、予定価格（事後公表）と最低制限価格（非公表）に関する情報を水道設備メンテナンス会社の従業員に教え、最低制限価格に近い809万円で同社に落札させた疑いがある[42]。
- 5月11日 - 岐阜県養老町の元町副特命事項推進監の高木善太郎が官製談合防止法違反と公契約関係競売入札妨害の疑いで逮捕された。そのほか、同町の建設会社Sの従業員が公契約関係競売入札妨害容疑で逮捕された。2020年4月に町が実施した「養北こども園西園舎解体工事」の指名競争入札で、高木は工事の設計金額をS社の従業員に教え、予定価格に近い2,660万円でS社に落札させて、入札の公正を害したとされる[43]。
- 5月16日 - 青森県今別町長の中嶋久彰が官製談合防止法違反の疑いで、建築工事会社Mの代表取締役が公契約関係競売入札妨害の疑いで逮捕された。中嶋は2021年12月頃、今別町が発注した町営住宅の改装工事をめぐり、M社が落札できるよう、最低制限価格486万1,494円に関する情報を漏らしたとされる。入札は同年12月7日に町役場で行われ、M社が最低制限価格をわずかに上回る486万2,780円で落札した。落札率は94.6％だった[44][45]。
- 7月30日 - 江東区議会議員の榎本雄一があっせん収賄の疑いで逮捕され、足立区の清掃会社代表が贈賄容疑で逮捕された。同年2月、榎本は清掃会社代表の依頼で、区施設の清掃管理業務の入札に関する非公表情報を自身に教えるよう区の幹部職員に働きかけた。3月、計10社が参加した指名競争入札で、当該会社は最も安い4300万円を提示して落札した。4月、榎本は会社代表から現金30万円を受け取ったとされる[46][47]。
- 11月4日 - 群馬県前橋市の元副市長の戸塚良明と建設会社社長が官製談合防止法違反と公契約関係競売入札妨害の疑いで逮捕された。2020年6月に市が実施した水道管改良工事の指名競争入札で、戸塚が予定価格（税込み2305万6千円）を会社社長に漏らし、同社に2050万円（税抜き）で落札させたとされる[48]。

2023年
- 1月25日 - 広島県建設産業課の職員が官製談合防止法違反と公契約関係競売等妨害の疑いで、尾道市の土木工事会社の社長とその妻が公契約関係競売等妨害の疑いで逮捕された。尾道市の国道の維持や修繕に関する指名競争入札をめぐり、建設産業課職員は2022年5月、予定価格と同額の設計金額が2725万円（税抜き）であることを社長妻にに携帯電話のショートメッセージで送信。土木工事会社に調査基準価格と同額である2450万円（同）で落札させ、入札の公正を害したとされる[49]。
- 10月30日 - 石川県志賀町長の小泉勝と小泉の妻が受託収賄と官製談合防止法違反などの疑いで逮捕された。また、贈賄などの疑いで建設会社社長と社長妻が逮捕された。小泉と妻は共謀し、7月6日に同町が入札を予定していた「老朽管路耐震化更新事業配水管更新工事（倉垣2工区）」の指名競争入札に関し、6月下旬に建設会社社長夫妻から便宜を図るように依頼され、謝礼の50万円を受け取り、7月上旬に会社社長側に最低制限価格827万6千円（税抜き）を教えて落札させたとされる[50]。11月26日、小泉は辞職した[51]。
- 11月16日 - 宮崎県串間市副市長の福添忠義と業者4人が官製談合防止法違反（不正な選定）と公契約関係競売入札妨害の疑いで逮捕された。福添は4月21日にあった市消防庁舎新築工事設計業務の指名競争入札で4人と共謀し、久米設計九州支社に有利な指名業者選定案を作成するなどして、公正な入札を妨害したとされる。入札には久米設計を含む8業者が指名された。談合に参加しなかった別の業者が8400万円（税抜き）で落札。事前公表の予定価格は1億577万8千円で落札率は79.41％だった[52]。

2024年
- 1月23日 - 富山県立山町の町教育委員会職員と富山市の建築設計事務所役員が官製談合防止法違反と公競売入札妨害の疑いで逮捕された。2023年4月20日に入札した工事「グリーンパーク吉峰新オートキャンプ場整備実施設計及び工事監理業務」の指名競争入札において、指名通知前に入札担当だった町教委職員が建築設計事務所役員に秘密事項であるキャンプ場の仕様書の案文を見せて競合他社が履行困難な設計完了期限を盛り込み、公正な入札を妨害したとされる。 札には6社が参加し、落札したのは別の会社だったが、履行できないとして辞退した。その後、町は当該建築設計事務所と随意契約を結んだ[53]。
- 4月30日 - 福島県石川町長の塩田金次郎が官製談合防止法違反と公契約関係競売入札妨害の疑いで逮捕された。また、同町の土木建設会社の元役員と元従業員が公契約関係競売入札妨害の疑いで逮捕された。2022年9月に石川町が発注した町道の改良工事の指名競争入札をめぐり、塩田は事前に公表されていない予定価格の情報を当該土木建設会社に漏らして落札させ、入札を妨害したとされる[54][55]。5月17日、塩田は辞職した[56]。
- 6月11日 - 岐阜県池田町の元町長の岡﨑和夫が官製談合防止法違反と公契約関係競売入札妨害の疑いで逮捕された。2022年7月12日に池田町が執行した「温知保育園空調機設置工事」の指名競争入札で、同年7月上旬に入札参加業者に対し、入札の指名業者を教えたとされる[57]。
- 9月27日 - 青森県五所川原市の前副市長の一戸治孝、同市の建築設計会社社長、元市税務課長ら3人が官製談合防止法違反と公契約関係競売入札妨害の疑いで逮捕された。2021年11月、市営住宅の工事3件の指名競争入札をめぐり、一戸は会社社長と元市税務課長と共謀し、入札に参加する指名業者を事前に選定し、特定の業者に落札させたとされる[58]。

2025年
- 2月7日 - 山口県岩国市の職員が収賄と官製談合防止法違反などの疑いで、同市の土木会社の元役員が贈賄などの疑いで逮捕された。同市職員は、道路課の主任だった2023年4月、市が発注した道路を修繕する工事2件の指名競争入札や公共工事の随意契約の予定価格を土木会社元役員に漏らし、受注の便宜を図った見返りに、交際相手の旅行代金およそ12万円を受け取ったとされる[59]。
- 2月16日 - 山形県高畠町の職員が官製談合防止法違反と公契約関係競売入札妨害の疑いで逮捕された。また、南陽市の設計会社社長が公契約関係競売入札妨害の疑いで逮捕された。 2024年11月1日に高畠町が実施した川合橋など橋梁の補修設計業務の指名競争入札に関して、同町職員は同年10月頃、秘密事項になっている予定価格の税抜き金額を会社社長に教え、公正な入札を妨害したとされる[60]。
- 2月17日 - 大分県大分市の元環境部長、元市環境部審議監、障害福祉課長、同市の建設会社の元監査役の4人が官製談合防止法違反の疑いで逮捕された。2022年7月に行われたごみ収集運搬業務委託の指名競争入札で、建設会社が落札できるよう、予定価格を事前に漏えいした上、参加する業者を選定するなどして予定価格に近い金額で落札させたとされる。当該事業は2023年度から4年間の契約で予定価格2億1030万円で、落札価格は2億1010万円だった[61]。
- 2月18日 - 佐賀県多久市の総合政策課長と同市の会社員が官製談合防止法違反の疑いで逮捕された。2022年9月下旬ごろ、総合政策課長は改修工事の指名競争入札に関し、会社員に指名業者名を示し、10月25日に執行された入札を妨害したとされる[62]。
- 2月19日 - 宮城県白石市の上下水道事業所職員が官製談合防止法違反と公契約関係競売入札妨害の疑いで、同市の建設会社社長が公契約関係競売入札妨害容疑で逮捕された。2023年9月、「割山配水池」屋上の防水改修工事の指名競争入札をめぐり、上下水道事業所職員は会社社長に予定価格や指名業者名を教え、公正な入札を妨害したとされる[63]。
- 3月8日 - 長崎県佐々町長の古庄剛が官製談合防止法違反などの疑いで逮捕された。2024年7月26日にあった町営松瀬団地の給水管改修工事の指名競争入札をめぐり、古庄は最低制限価格（1657万3300円）に近い価格を業者にもらしたとされる。入札には7社が参加し、佐世保市の土木工事会社が最低制限価格を1万6700円上回る1659万円で落札した[64][65]。2025年4月25日、古庄は辞職した[66]。
- 3月25日 - 大阪府忠岡町長の杉原健士が官製談合防止法違反と公契約関係競売入札妨害の疑いで書類送検された。2024年7月と12月に行われた同町発注の計4件の建築・土木工事の指名競争入札をめぐり、参加した町内の会社役員ら4人に最低制限価格などの秘密情報を漏らしたとされる[67]。2025年4月20日、杉原は辞職した[68]。
- 5月23日 - 大分市議会議員の山本卓矢、大分市の造園会社社長、同社長の娘が公契約関係競売等妨害の疑いで逮捕された。2024年4月30日から5月1日にかけて、3人は共謀の上、同年5月13日に大分市が執行した指名競争入札に関して、山本が市職員から聞き出した十数件の予定価格を社長娘に伝え、2件の業務委託を予定価格に近い額で造園会社に落札させたとされる[69]。